# Liste von Chopin-Interpreten
Die Liste von Chopin-Interpreten verzeichnet Pianisten, die als gute Spieler der Werke von Frédéric Chopin bekannt geworden sind.

## Chopinpianisten des 19. Jahrhunderts
- Camille Dubois-O’Meara
- Carl Filtsch
- Georges Mathias
- Karol von Mikuli
- Raoul Pugno

## Chopinpianisten ab dem 20. Jahrhundert (Auswahl)
- Eugen d’Albert
- Géza Anda
- Martha Argerich
- Claudio Arrau
- Wladimir Aschkenasi
- Stefan Askenase
- Wilhelm Backhaus
- Paul Badura-Skoda
- Simon Barere
- Jorge Bolet
- Alexander Brailowsky
- Thierry de Brunhoff
- Stanislaw Bunin
- Ferruccio Busoni
- Shura Cherkassky
- Van Cliburn
- Alfred Cortot
- Halina Czerny-Stefańska
- György Cziffra
- Thái Sơn Đặng
- Jeanne-Marie Darré
- Bella Davidovich
- Zbigniew Drzewiecki
- François-René Duchâble
- Jan Ekier
- Janina Fialkowska
- Samson François
- Peter Frankl
- Nelson Freire
- Ignaz Friedman
- Fou Ts’ong
- Andrei Gawrilow
- Grigori Ginsburg
- Leopold Godowsky
- Sigfrid Grundeis
- Lidia Grychtołówna
- Werner Haas
- Adam Harasiewicz
- Clara Haskil
- Alfred Hoehn
- Józef Hofmann
- Vladimir Horowitz
- Mieczysław Horszowski
- Maryla Jonas
- William Kapell
- Wilhelm Kempff
- Jewgeni Kissin
- Zoltán Kocsis
- Raoul Koczalski
- Marc Laforet
- Theodor Leschetizky
- Josef Lhévinne
- Dinu Lipatti
- Robert Lortat
- Nikita Magaloff
- Witold Małcużyński
- Arturo Benedetti Michelangeli
- Arthur Moreira Lima
- Benno Moiseiwitsch
- Rudolf Müller-Chappuis
- Heinrich Neuhaus
- Andrei Nikolski
- Guiomar Novaes
- Garrick Ohlsson
- Janusz Olejniczak
- Wladimir von Pachmann
- Ignacy Jan Paderewski
- Vlado Perlemuter
- Maria João Pires
- Maurizio Pollini
- Bronisław von Poźniak
- Swjatoslaw Richter
- Moriz Rosenthal
- Artur Rubinstein
- Emil von Sauer
- Igor Schukow
- Regina Smendzianka
- Wladimir Sofronizki
- Grigori Sokolow
- Solomon
- Władysław Szpilman
- Henryk Sztompka
- Andrzej Wasowski
- Lilya Zilberstein
- Krystian Zimerman

## Chopinpianisten ab dem 21. Jahrhundert (Auswahl)
- Leonora Armellini
- Julianna Awdejewa
- Rafał Blechacz
- J J Jun Li Bui
- Seong-Jin Cho
- Alexander Gadjiev
- Avery Gagliano
- Martín García García
- Lukas Geniušas
- Charles Richard-Hamelin
- Aimi Kobayashi
- Jakub Kuszlik
- Lang Lang
- Yundi Li
- Bruce Liu
- Kate Liu
- Jan Lisiecki
- Szymon Nehring
- Kyohei Sorita
- Daniil Trifonow
- Yuja Wang
- Ingolf Wunder